# Plaza Mayor de Trinidad
La Plaza Mayor est la principale place du centre historique de Trinidad à Cuba

## Histoire
En 1518 et 1519, le site était le campement de Hernán Cortés dans sa préparation à la conquête du Mexique.
La ville de Trinidad a été construite autour de cette place au XVIIe siècle et XVIIIe siècle

## Description
La place est entourée d'édifices historiques remarquables :
- l'Iglesia de Santísima Trinidad, église de la Sainte-Trinité ;
- la Casa de los Conspiradores ;
- le Palacio Brunet ;
- le Couvent de San Francisco ;
- le musée archéologique Guamuhaya ;
- la Casa de los Sánchez Iznaga ;
- la Casa de Aldemán Ortiz ;
- le Palacio Cantero.

## Quelques vues de la place

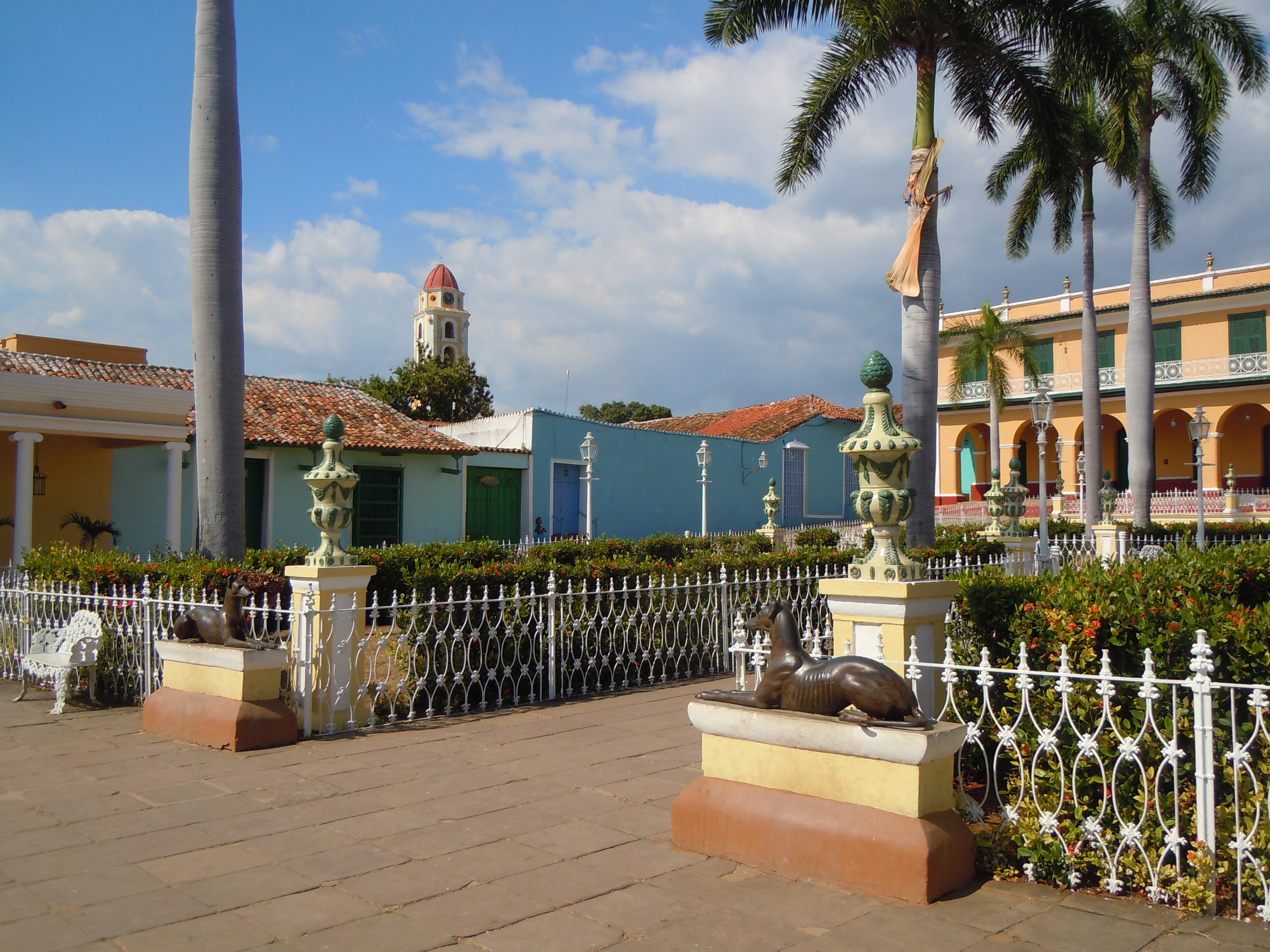
Estatuas de galgos
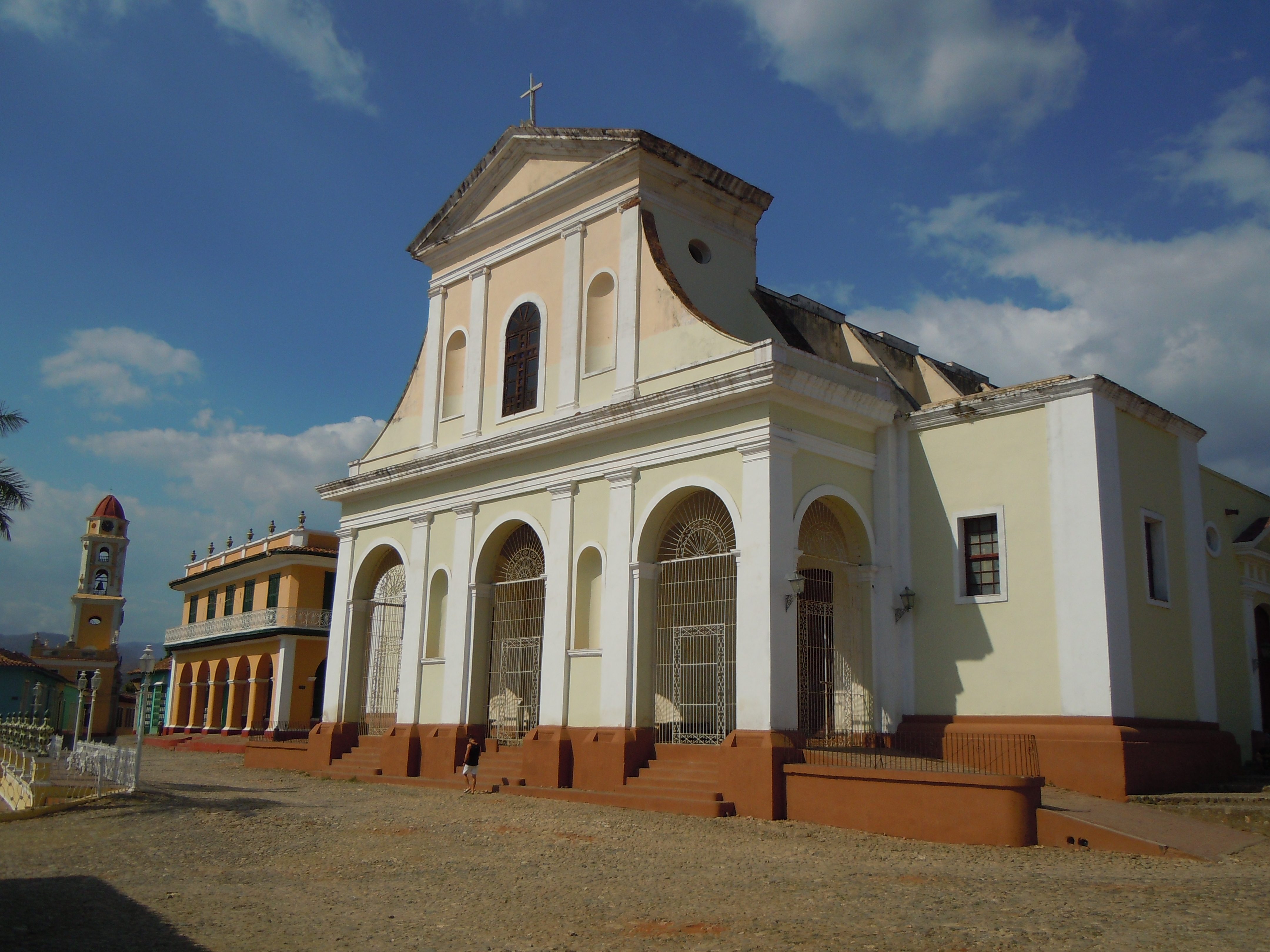
Iglesia de Santísima Trinidad et Palacio Brunet
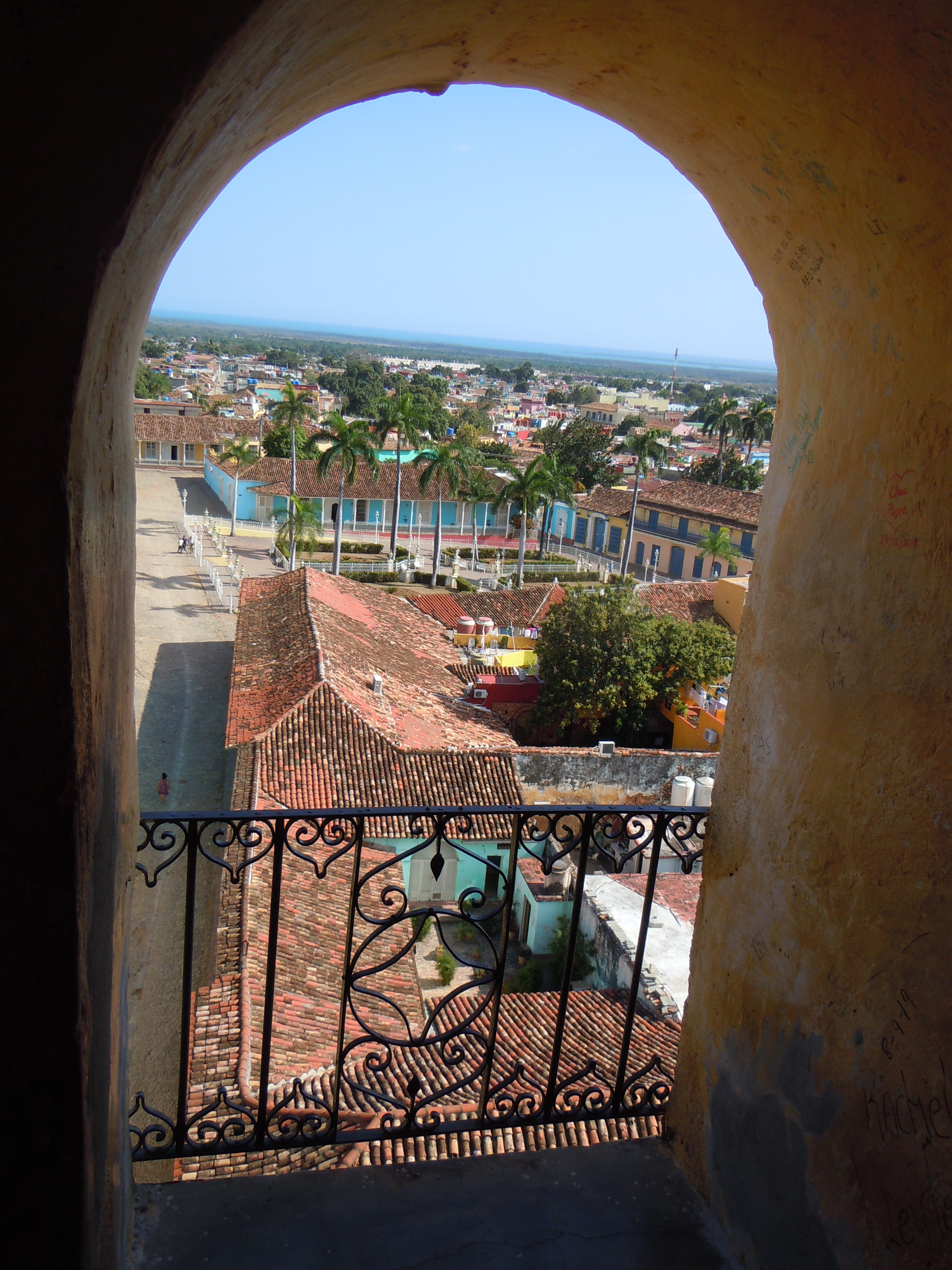
Vue de la Plaza Major depuis le Convento de San Francisco